# ولادیمیر رادمانوویچ
ولادیمیر رادمانوویچ (انگلیسی: Vladimir Radmanović؛ زادهٔ ۱۹ نوامبر ۱۹۸۰) بازیکن بسکتبال اهل صربستان بود.
از باشگاه‌هایی که در آن بازی کرده‌است می‌توان به شارلوت هورنتس، باشگاه بسکتبال ستاره سرخ بلگراد، لس آنجلس کلیپرز، شیکاگو بولز، گلدن استیت واریرز، آتلانتا هاوکس، سیاتل سوپرسانیکس، و لس آنجلس لیکرز اشاره کرد.
وی در مسابقات کشوری و بین‌المللی در مجموع برندهٔ ۱ مدال طلا شده‌است.